# Леванковський Леонід Петрович
Леванковський Леонід Петрович (1 січня 1883, м. Катеринослав, нині Дніпро — 25 січня 1971, м. Тернопіль) — український театральний диригент, композитор.

## Життєпис
Закінчив консерваторію в м. Саратов (нині РФ).
1909—1911 — диригент і театральний композитор в українських мандрівних трупах Дмитра Гайдамаки, Павла Прохоровича та Олексія Суходольського. 1927—1928 — завідувач музичної частини Першого державного театру для дітей та юнацтва в м. Харків.
Диригент театрів музичної комедії в містах Харків (1929—1932) та Донецьк (1933—1935), пересувної оперети в м. П'ятигорськ (1936—1937, нині РФ).
Працював завідувачем музичної частини Тернопільського музично-драматичного театру (нині академічний театр), де поставив 17 вистав зі своєю музикою, зокрема:
- «У неділю рано зілля копала» за Ольгою Кобилянською,
- «Маруся Чурай» за Михайлом Старицьким,
- «Камінний господар» Лесі Українки,
- «Вотанів меч» Івана Кавалерідзе та ін.